# 1-е Мая (Тверська область)
1-е Мая (рос. 1-е Мая) — селище в Конаковському районі Тверської області Російської Федерації.
Населення становить 540 осіб. Входить до складу муніципального утворення Первомайське сільське поселення.

## Історія
Від 2005 року входить до складу муніципального утворення Первомайське сільське поселення.

## Населення
| 1859 | 2002 | 2010 |
| ---- | ---- | ---- |
| 3    | ↗704 | ↘540 |